# Carrière du Roi
La carrière du Roi est une carrière située à l'est de Caunes-Minervois, en France.

## Localisation
La carrière est située sur la commune de Caunes-Minervois, dans le département français de l'Aude.

## Historique
L'édifice est inscrit au titre des monuments historiques en 2006.